# SSジェネレーション
SSジェネレーションは、テレビ普及を促した2つの出来事、すなわち1959年の皇太子ご成婚（Seikon）と1964年の東京五輪の聖火（Seika）の間に生まれ、幼少期に1960年代後半のテレビ高度成長期を経験したテレビ作家・脚本家を指す言葉である。批評家の樋口尚文が命名した。

## 背景
1990年代中ごろ、脚本界は一気に世代交代した。1990年の7月新番組では「火の用心」の倉本聰（1935年生まれ）を始めとし、1950年代前半までに生まれた脚本家が大半を占めていたのに対して、その5年後の1995年7月開始のドラマでは約半数の脚本が30歳代前半のSSジェネレーションの手になるようになった。その結果、それ以前の世代に属する脚本家で連続ドラマを書いていたのは鎌田敏夫ら数人となり、山田太一や市川森一、倉本聰らの作品は単発ものでしか見られなくなった。

## 脚本家
1959年生まれ
中園ミホ「For You」
飯田譲治「沙粧妙子-最後の事件-」
岡田恵和「まだ恋は始まらない」
寺田敏雄「たたかうお嫁さま」
1960年生まれ
両沢和幸「味いちもんめ」「お金がない!」「チャンス!」
野沢尚「恋人よ」
尾崎将也「Change!」
西荻弓絵「僕らに愛を!」
輿水泰弘「恋も2度目なら」
1961年生まれ
北川悦吏子「愛していると言ってくれ」「素顔のままで」「あすなろ白書」「君といた夏」
井上由美子「ひまわり」「北条時宗」「GOOD LUCK!!」「14才の母」
野依美幸「最高の片想い」
清本由紀「Missダイヤモンド」
いとう斗士八「花嫁は16才!」
鈴木貴子「SALE!」
1962年生まれ
戸田山雅司「正義は勝つ」
小松江里子「セカンド・チャンス」
1963年生まれ
野島伸司「高校教師」「未成年」
1964年生まれ
水橋文美江「いつかまた逢える」
信本敬子「白線流し」
脚本家以外では、映画『Love Letter』を監督した岩井俊二（1963年生まれ）がテレビドラマの演出で日本映画監督協会新人賞を受けたり、テレビマンユニオン初の劇映画『幻の光』を監督した是枝裕和（1962年生まれ）がテレビドキュメンタリーを担当したりした。

## 評価
朝日新聞の石飛徳樹と安田彬によると、それまでの世代とは異なり、生まれた時からテレビのある環境にあり、TBS系のウルトラシリーズなど、意欲ある作家たちが自由な環境で制作していた番組を見て育ったため、視聴者の胸キュンを誘うためのテレビの文法を体で覚えたという特徴があり、破たんなく一定レベルの作品に仕上げる力にたけているという。制作会社木下プロダクション社長の飯島敏宏（1932年生まれ）は、「局側が視聴者を若年層に絞った結果、若者の感性、風俗、言葉遣いを肌で知るクリエーターを求めるようになった」とSSジェネレーションが台頭した理由を説明した。名付け親の樋口は、「テレビが丁寧な仕事をしていた時代に育って、旧世代が手探りで築いた技法を見ることによって身に着けている。また、自分の文体にこだわりを持つ一方で、バランス感覚も兼ね備えている」と洗練と安定を特徴として挙げた。「ウルトラセブン」「傷だらけの天使」などの脚本を担当した市川森一（1941年生まれ）は「僕の初期の脚本も、今の若い演出家のレベルで撮ってもらっていたら、もっと良いものになっていたでしょう」と語った。